# Joseph Salerno
Joseph T. Salerno és un economista de l'escola austríaca i un anarquista capitalista nord-americà. És professor de la Pace University, és acadèmic actiu en diferents temes com la teoria i la política monetària, els sistemes econòmics comparats, la història del pensament econòmic i l'anàlisi macroeconòmica. El seu interès per la ideologia llibertària el va portar a l'estudi de la teoria econòmica. Joseph Salern és un alumne directe de Murray N. Rothbard i va rebre el seu doctorat en economia de la Rutgers University el 1980. És també membre del Ludwig von Mises Institute on sovint presenta conferències i escrits, i és editor del Quarterly Journal of Austrian Economics.